# Osobliwy dom pani Peregrine (powieść)
Osobliwy dom pani Peregrine – debiutancka powieść amerykańskiego autora Ransoma Riggsa, wydana w Polsce przez wydawnictwo Media Rodzina. Książka opowiada historię chłopca, który podążając za wskazówkami trafia do opuszczonego sierocińca na walijskiej wyspie. Historia jest połączeniem narracji i fotografii pochodzących z okolic, które autor zdobył podczas spotkań kolekcjonerów.

## Historia
Książka dla dzieci początkowo miała być książką z obrazkami wykorzystującą zdjęcia z kolekcji Riggsa. Jednak idąc za radą redaktora w wydawnictwie Quirk Books, autor użył zdjęć jako przewodnika, który pozwolił mu opracować powieść. Riggs był kolekcjonerem zdjęć, jednak do powieści potrzebował czegoś więcej. Spotkał się więc z Leonardem Lightfootem, znanym kolekcjonerem z pchlego targu Rose Bowl w Pasadenie, który przedstawił go innym kolegom po fachu. Tak powstała historia o chłopcu podążającym tropem wskazówek zawartych na starych zdjęciach dziadka. Wskazówki rzucają go w wir przygody rozgrywającej się w ogromnym, opuszczonym sierocińcu na walijskiej wyspie.
Książka stała się bestsellerem magazynu New York Times. 29 kwietnia 2012 roku, po 45 tygodniach obecności na liście Children's Chapter Books, osiągnęła jej szczyt. Pozostała na nim do 20 maja, kiedy to spadła na czwartą pozycję. Generalnie, krytycy chwalili pozycję zarówno za kreatywne wykorzystanie fotografii, jak i ciekawe postacie oraz scenerię.

## Fabuła
16-letni Jacob Portman jedzie do Walii, aby poznać prawdę o przeszłości swojego dziadka po tym, jak mężczyzna zostaje zamordowany przez coś, co Jacob uważa za postać z wyobraźni. Jednak odkrywa, że bajki które opowiadał mu dziadek w dzieciństwie, są prawdą. Poznaje przyjaciół dziadka którzy przez ostatnie 70 lat żyli w zapętlonym dniu z 1940 r., przez co nie postarzeli się. Powoli poznaje prawdę o dziadku oraz o sobie, odkrywa swój rzadki dar oraz dowiaduje się o całym świecie „osobliwych”.

## Odbiór książki
„Osobliwy dom pani Peregrine” spędził 63 tygodnie na liście bestsellerów dla dzieci magazynu The New York Times. Zdobył jej szczyt po 45 tygodniach, 29 kwietnia 2012 roku. Pozostał tam aż do 20 maja, kiedy spadł na czwartą pozycję. Książka zniknęła z listy 9 września 2012, po 63 tygodniach.
Jak napisała Deborah Netburn dla Los Angeles Times, najlepszą rzeczą w powieści jest „zbiór czarno-białych fotografii rozrzuconych po książce”. Publisher’s Weekly nazwał pozycję „przyjemnym, ekscentrycznym czytadłem, znakomitym dzięki rozbudowanym charakterystykom postaci, wiarygodnej walijskiej scenerii i kilku naprawdę strasznym potworom”.

## Kontynuacja
Książka znalazła kontynuację w czterech kolejnych tomach tetralogii zatytułowanych Miasto Cieni [Hollow City], Biblioteka dusz [Library of Souls], Mapa dni [A Map of Days] i Konferencja ptaków [The Conference of the Birds], które ukazały się w Polsce nakładem wydawnictwa Media Rodzina (odpowiednio w 2014, 2016 i 2019 roku) we wspólnym przekładzie Małgorzaty Hesko-Kołodzińskiej i Piotra Budkiewicza. Książka będąca finałem serii ukazała się dnia 23 lutego 2021, nosi ona tytuł: The Desolations of Devil's Acre.

## Ekranizacja
Prawa do adaptacji filmowej zostały sprzedane wytwórni 20th Century Fox. Do dokonania adaptacji wybrano Jane Goldman. Reżyserem filmu Osobliwy dom pani Peregrine jest Tim Burton.